# Saison cyclonique 1933 dans l'océan Atlantique nord
La saison cyclonique 1933 dans l'océan Atlantique nord a été la seconde saison cyclonique dans l'océan Atlantique nord la plus active de l'histoire, avec plus de 20 tempêtes enregistrées. À ce jour, seule la saison cyclonique 2005 dans l'océan Atlantique nord a connu plus de tempêtes, avec 28 phénomènes recensés sur une seule saison.   

## Description
Parmi les vingt tempêtes recensées, onze ont atteint le rang d'ouragan. Parmi eux, six ont été des ouragans majeurs avec des vents soufflant à plus de 179 km/h. Deux de ces ouragans ont même provoqué des rafales à plus de 250 km/h, ce qui correspond à une catégorie 5 sur l'actuelle échelle de Saffir-Simpson. Ces tempêtes se sont avérées meurtrières, avec un bilan total de 651 morts, dont plus de 20 morts chacune pour huit d'entre elles. Seules deux sont restées en mer.  